# Offenburg
Offenburg je německé velké okresní město. Leží ve spolkové zemi Bádensko-Württembersko asi 50 km od hranic s Francií. V roce 2020 zde žilo 60 tisíc obyvatel, jde tak o největší město zemského okresu Ortenau, jehož je i hlavním městem. První písemná zmínka pochází z roku 1148.
Vzhledem ke své výhodné poloze byl Offenburg dopravním centrem již ve starověku. Roku 1844 přijel od Mannheimu první vlak. Během 19. a v první polovině 20. století se Offenburg rozvinul ve významný železniční uzel, po privatizaci Deutsche Bundesbahn však jeho význam v tomto směru značně opadl. V roce 1960 byl dobudováno napojení na dálnici A5.